# قسطنطين رودوليسكو موترو
كان قسطنطين رودوليسكو موترو، المولود باسم قسطنطين رودوليسكو في 15 فبراير 1868، وتوفي في 6 مارس 1957، وأضاف لقب موترو لاسمه في عام 1892، فيسلوفًا رومانيًا وعالمًا نفسانيًا وعالم اجتماع ومنطق وأكاديميًا وكاتبًا مسرحيًا وسياسيًا يساريًا قوميًا. في عام 1923، شغل رودوليسكو منصب عضوٍ في الأكاديمية الرومانية، وترقى لمنصب نائب رئيس الأكاديمية في الفترة بين عامي 1935 و1938، ومن ثم لمنصب رئيس الأكاديمية في الفترة بين عامي 1938 و1941، وعاد ليشغل منصب نائب رئيس الأكاديمية بين عامي 1941 و1944.

## أولى سنوات حياته

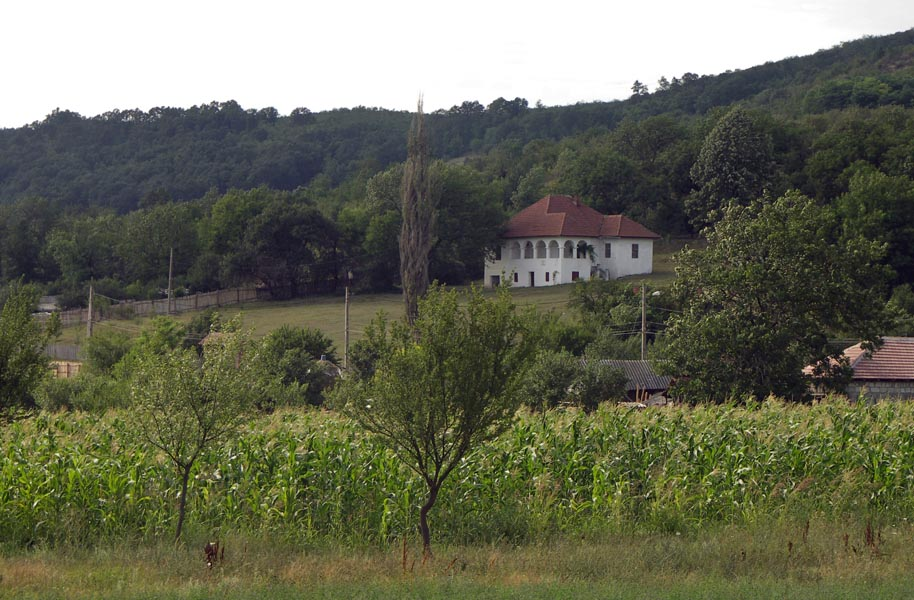
منزل متحف رادوليسكو-موترو بعدسة ألكسندرو بابوش، يوليو 2007.

وُلد رودوليسكو في بلدية بوتويستي بمقاطعة مهدينتي الرومانية لرادو بوبسكو لرادو بوبسكو، الابن البيولوجي ليوفروسين بوتيكا، وجوديتا بوتوي. توفيت والدة قسطنطن أثناء ولادته، فتزوج الأب من إيكاترينا سيرنيانو التي أنجبت تسعة إخوة لقسطنطين.
خلال طفولته، أُصيب قسطنطين بالملاريا، وأصيب بكسر في ساقه تسببت له بإعاقة جسدية دائمة.
ورث والد قسطنطين، رادو بوبسكو، الذي عمل سكرتيرًا ليوفروسين بوتيكا لفترة من حياته، مبلغًا من المال بعد وفاة والده ورب عمله، فما كان منه إلّا أن خصصه لدراسة ابنه، قسطنطين. رفض الابن الاستفادة من أموال والده وقرر استخدام عائدات عقاره في بلدية بوتويتي. في نهاية المطاف، مُنحت المنحة لعالم الرياضيات الشهير، جورجي تيتيشا.
في عام 1885، تخرج قسطنطين من مدرسة كارول الأولى الثانوية في مدينة كرايوفا والتحق بجامعة بوخارست متخصصًا بالحقوق والآداب. تتلمذ قسطنطين في الجامعة على يد تيتو مايوريسكو الذي أصبح في فترة لاحقة مستشاره الخاص، وحضر محاضرات للفيلسوف قسطنطين ديميتريسكو لاسي والمؤرخ فاسيل أليكساندريسكو يوريكا والمؤرخ جريجور توسيليسكو والصحافي بوجدان بيتريسيكو هاسديو. كان قسطنطين أحد أفراد الجيل الأخير من المثقفين الذي شاركوا في أنشطة جمعية جونيميا الأدبية (حيث كان مايوريسكو صاحب التأثير الأكبر).
حصل قسطنطين رودوليسكو على إجازة في القانون بمرتبة شرف في عام 1888، واجتاز امتحان الفلسفة في العام التالي.

## الدراسة في الخارج
في صيف عام 1889، رافق قسطنطين مدرسه، مايوريسكو، في رحلة إلى الإمبراطورية النمساوية المجرية وألمانيا وسويسرا، زارا خلالها جامعتي فيينا وميونيخ وتواصلا خلالها مع مجموعة من الأكاديميين الألمان. أدت هذه الرحلة في نهاية المطاف إلى إشراك قسطنطين بالمرحلة الأخيرة من البرنامج الذي بدأه مايوريسكو بصفته وزيرًا للتعليم في مملكة رومانيا: جنبًا إلى جنب مع مجموعة من الشخصيات الثقافية والعلمية البارزة (من أمثال ألكسندرو أي فيليبيد وستيفان زيليتين وأيون أي راديوليسكو بوغونيانو وإيورجو أيوردان وسيميون ميهيدينتي ونيكولاي بينيسكو وبيتري باول نيغوليسكو وثيوهاري أنتونيسكو وقسطنطين ليتزيكا) حصل قسطنطين على مساعدة رسمية لإكمال تعليمه في الخارج بهدف تزويد رومانيا بجيل جديد من الأكاديميين الأكفاء. في بداية الأمر، وجه رودوليسكو اهتماماته للدراسة في فرنسا حيث حضر، في جامعة باريس في خريف عام 1899، محاضرات في علم النفس للعالم هينري بيونس. 
بين عامي 1890 و1893، استقر رودوليسكو في ألمانيا، فعاش في مدينة ميونخ ودرس في الجامعة لفصل دراسي واحد (بصفته طالب من طلاب الفيلسوف كارل شتومبف)، ثم انتقل إلى مدينة لايبزيغ في ولاية ساكسونيا الألمانية حيث بدأ العمل في مختبر الطبيب والفيلسوف، فيلهلم فونت، في الجامعة المحلية. خلال فترة تدريبه مع فونت، حضر رودوليسكو دروسًا في الفيزياء وعلم وظائف الأعضاء والكيمياء والطب النفسي والرياضيات، كما حضر محاضرات في فقه اللغة الرومانية للمحاضر غوستاف فايغاند. تزوج رودوليسكو امرأة ألمانية رفضت لاحقًا مرافقته في ألمانيا فكان ذلك سببأ في طلاقهما. في عام 1893 حصل درودوليسكو على درجة الدكتوراه بعد تقديمه لأطروحة حول فلسفة إيمانويل كانط (بعنوان: حول تطوير نظرية كانط للسببية الطبيعية) اقتبس منها الفيلسوف الفرنسي الحاصل على جائزة نوبل للآداب، هنري برجسون، في مقالته «مقدمة في الميتافيزيقيا».

## العمل الأكاديمي والسياسي
بعد عام 1897، عمل رودوليسكو لصالح العالم، سبيرو هاريت، في هيئة تحرير مجلته، ألبينا، للعلوم الشعبية. في الأول من يناير 1900، أسس رودورليسكو أيضًا المجلة الرومانية الجديدة (التي نشرت مقالات للعديد من العلماء، من بينهم: نيكولاي يورغا وأيون لوكا كاراجياله وجورج كوشبوك ولازار شاينيانو وإيوان ناديجدا وأوفيد دينسوسيانو وهينريك سانيلفيسي وغارابيت ايبرايليانو) وحرر مقالاتها. في عام 1906 (وبعد ثلاث سنوات من العمل في المؤسسة الثقافية التي أنشأها ملك رومانيا كارول الأول)، عُيّن رودوليسكو في منصب رئيس قسم الفلسفة في جامعة بوخارست، وأصبح أيضًا مؤسسًا لمجلة الدراسات الفلسفية (التي أعيد تسميتها لاحقًا إلى مجلة الفلسفة)، وأصبح، في عام 1918، رئيسًا للمسرح الوطني في مدينة بوخارست.
في عام 1923، شارك رودوليسكو كل من فيرغيل مادجيارو قسطنطين كوستا فورو وفيكتور أفتيميو جريجور إيونيان ورادو روسيتي وديم دوبريسكو والاشتراكيين قسطنطين تيتيل بيتريسكو ونيكولاي لوبو وقسطنطين ميل في إنشاء Liga Drepturilor Omului (رابطة حقوق الإنسان) احتجاجًا على الإجراءات التي اتخذتها الحكومة الليبرالية الوطنية برئاسة أيون آي سي بريتيانو خلال تعاملها مع قوى المعارضة اليسارية. في عام 1925، أصبح كل من رودوليسكو ونيكولاي باسيليسكو وترايان براتو جزءًا من لجنة شكلتها الحكومة للتحقيق في دور كل من ألكسندر يوحنا كوزا وكورنيليو أومولينو في أعمال العنف المعادية للسامية التي شهدتها جامعة أليكساندرو إيوان كوزا بين عامي 1923 و1925.
في بادئ الأمر، كان رودوليسكو محافظًا، ونشط داخل حزب الفلاحين الوطني المنشأ حديثُا في نهاية عشرينيات القرن العشرين، وتماشى مع دعوات الحزب لإقامة دولة فلاحية تتبنى الملكية الزراعية الصغيرة (استجابة للنزعة البابوية)، لكن موقفه اتسم بالوسطية مقارنة مع موقف صديقه، مادغيرو. بصفته عضوًا في الدائرة الدراسية للحزب، شارك رودوليسكو في صياغة برنامج حزبي جديد (مبادرة عام 1935، التي بدأها أيون ميهالاش وميهاي راليا، وشارك بها اليساريون، إرنست إين، وميخائيل غليميجينو، وبيتري أندريه).
في تلك الفترة، أصبحت أفكاره المتعلقة بالعرق (الرومانية) محل نقاش من قبل شخصيات يمينية مختلفة، وتعرضت لانتقادات من المثقفين المتعاطفين مع الحرس الحديدي الروماني الفاشي الذين رفضوا، بشكل خاص، التزامه بالعلمانية وبتقاليد جمعية جونيميا الأدبية (تحدث ميرسيا فولكانيسكو ضد «موقف رودوليسكو العدائي، الذي يشاركه فيه زملاؤه في جمعية جونيميا الأدبية، المعادي لاختراق روح دينية جديدة داخل جامعة بوخارست»).
وفقًا لتقييم لاحق لعمل رودليسكو من قبل الفيلسوف الروماني، ميرسيا فولكانيسكو، الذي كان متأثرًا بعضو حزب الفلاحين الوطني الوسطي، ديمتري غوستي، كان التزام رودوليسكو موترو بإرشادات جمعية جونيميا الأدبية متناقضًا مع رؤى غوستي في علم الاجتماع.
في السنوات الأخيرة من العقد الرابع من القرن العشرين، تورط رودوليسكو موترو في نزاع مع الفيلسوف اليميني المتطرف، ناي إيونيسكو، الذي، وعلى الرغم من تعيينه مساعدًا لموترو في قسم الفلسفة، انتقد آراءه في مجلة الكلمة Cuvântul المؤيدة للحرس الحديدي الروماني الفاشي، وكتب رسائل إلى الفيلسوف والمؤرخ الروماني، ميرسيا إلياد في عام 1938، اتهم فيها رودوليسكو موترو بممارسات غير أكاديمية مختلفة، بما في ذلك استخدام محاضرات عن المنطق للترويج «لنوع من التصوف المتهور».